# Billy Storm
Billy Storm (* 29. Juni 1938 in Dayton, Ohio; † 5. September 1983 in Los Angeles; geboren als William E. Spicer, nach dem Namen seiner Mutter auch Billy Jones, Künstlername Billy Fortune, als Songwriter auch unter den Pseudonymen John Carson und Billy Carson) war ein amerikanischer R&B-Sänger.

## Leben
William „Billy“ Spicer war Schüler der L.A. Highschool und sang dort im Chor mit Brice Coefield. Dieser hatte mit seinem Cousin Rip Spencer von der Jordan Highschool, Walter Carter und einem Mitschüler namens Herbie als „The Sabers“ ein Vokalensemble gegründet. Nach deren ersten Plattenaufnahme 1955 für Hite Morgan stieß Billy zur Gruppe, der sowohl Bass, als auch einen an Clyde McPhatter erinnernden Tenor singen konnte. Nach einer zweiten Aufnahmesession nannte sich die Gruppe in „The Chavelles“ um. Der Jazz-Pianist Lloyd Glenn, dem Coefields Vater als Briefträger die Post brachte, stellte einen Kontakt zum Produzenten Bumps Blackwell von Specialty Records her, der daraufhin der Manager der Gruppe wurde. Blackwell brachte neue Aufnahmen, darunter das von Billy mitverfasste Valley of Love zu Vita Records. Danach verließen Herbie und Walter Carter die Band, die hinterlassene Lücke schloss der Sänger und Gitarrist Chester Pipkin von den Squires. Mit der Umbesetzung erfolgte auch die nächste Umbenennung zu The Valiants.

Autogramm

Billy, der sich inzwischen Billy Storm nannte, war mit seinem hellen Tenor zum Leadsänger des Quartetts avanciert. Kurz vor ihren ersten Aufnahmen für Specialty im Jahr 1957, wurde ihr Manager Blackwell dort gefeuert und sie folgten ihm zu Keen Records. In zwei Aufnahmesessions unter anderem mit Don and Dewey als Instrumentalisten nahmen die Valiants einen Großteil ihres Werkes auf, darunter die Uptempo-Nummern This Is the Night und Good Golly Miss Molly. Letzteres war im Jahr zuvor bereits von Little Richard aufgenommen worden, die sehr schnelle Version von den Valiants kam aber im November 1957 noch vor Richards Version auf den Markt. Zudem setzte Blackwell die Gruppe als Vorband für Sam Cooke bei dessen Konzerten an der Westküste ein. This Is the Night sollte der einzige Chart-Erfolg der Valiants bleiben und nach einigen weiteren erfolglosen Singleveröffentlichungen und der sich abzeichnenden Geschäftsaufgabe von Keen Records, verließ Billy Storm die Band, um sich an einer Solokarriere zu versuchen.

Billy Storm auf einer DJ-Copy von Infinity INX-018

Zuerst nahm Billy mit den restlichen Squires wieder für Hite Morgan Every Word of the Song und Listen to Your Heart auf, die auf Morgans Labels Dice Records unter dem Namen „Billy Fortune & the Squires“ und auf Deck Records unter dem Namen „Billy Storm & the Squires“ herauskamen. Einige weitere Stücke erschienen auf dem Label Barbary Coast. Erst 1958, nachdem Columbia Records Billy für 1.700 $ aus dem Vertrag mit Barbary Coast gekauft hatten, schaffte der Sänger mit I’ve Come of Age einen 28. Platz in den Pop-Charts. Die Aufnahme wurde von Mitch Miller produziert, der auch im Folgejahr mit Billy arbeitete. In den Jahren 1960 und 1961 nahm Billy unter Phil Spector R&B- und Pop-Standards für Atlantic Records auf. Je nach Kontostand unterstützte Billy auch seine alten Kollegen von den Valiants, die nunmehr in unterschiedlichen Zusammensetzungen als The Electras, The Untouchables oder The Alley Cats veröffentlichten. Als Billy für die Aufnahme von You're on Top auf Liberty Records die Untouchables unterstützte, wurden sie von Lou Adler und Herb Alpert betreut. Letzterer spielte auf dem Stück sein erstes Trompetensolo und sollte später an dem Blasinstrument zu Weltruhm kommen. 1962 nahm Billy für Infinity Records unter John Marascalco drei Singles auf. Marascalco, der mit Bumps Blackwell bereits als Songwriter von Good Golly Miss Molly und weiteren Little-Richard-Hits verantwortlich zeichnete, betreute als A&R-Manager für Infinity und auf seinen eigenen kleinen Labels die Electras. Die nächste Station war das Label Buena Vista Records der Disney Studios, wo Billy nicht nur Material für sechs Singles aufnahm, sondern auch in Disney-Filmen Zeichentrickfiguren seine Stimme lieh. 1966 sang er erneut mit den Electras auf Marascalcos Label Ruby-Doo Records.
Im Jahr 1968 gründeten die Gesangsfreunde mit Africa eine Soul-Gruppe, die das Album Music from Lil Brown einspielte, auf der Billy Storm seine Eigenkomposition Here I Stand unterbrachte. Die Platte erschien, ebenso wie zwei Single-Auskopplungen und zwei Solo-Singles von Billy auf Ode Records. Ebenfalls auf Ode erschien mit Dylan’s Gospel ein Album des 28-köpfigen Projekts The Brothers and Sisters of Los Angeles, dem von Africa Billy Storm und Chester Pipkin angehörten. Auf dem Album befinden sich ausschließlich Kompositionen von Bob Dylan im Gospel-Stil.

## Diskografie

### Singles
Für weitere Aufnahmen mit Billy Storm siehe The Valiants, The Electras und Africa.
- 1958 – Every Word of the Song / Listen to Your Heart, Deck 478 (als Billy Jones & the Squires)
- 1958 – The Way to My Heart / Angel of Mine, Barbary Coast 1001 (als Billy Storm & the Squires)
- 1958 – Every Word of the Song / Listen to Your Heart, Dice 478 (als Billy Fortune & the Squires)
- 1959 – I’ve Come of Age / This Is Always, Columbia 41356
- 1959 – Easy Chair / You Just Can’t Plan These Things, Columbia 41431
- 1959 – Emotion / I Can’t Stop Crying for You, Columbia 41494
- 1959 – When the Whole World Smiles Again / Enchanted, Columbia 41545
- 1960 – Sure as You’re Born / In the Chapel in the Moonlight, Atlantic 2076
- 1961 – Dear One / When You Dance, Atlantic 2098
- 1961 – A Kiss from Your Lips / Honey Love, Atlantic 2112
- 1961 – Who’ll Keep an Eye on Jane? / 3000 Tears, Gregmark 9
- 1962 – Love Theme from „El Cid“ / Don’t Let Go, Infinity 013 und Delta 3162
- 1962 – A Million Miles from Nowhere / Since I Fell for You, Infinity 018
- 1962 – I Can’t Help It / Educated Fool, Infinity 023
- 1962 – Puppy Love Is Here to Stay / Push Over, Buena Vista 403
- 1962 – Cee Cee Rider / Love Theme from „El Cid“, Buena Vista 413
- 1963 – Good Girl / Double Date, Buena Vista 415
- 1963 – Deed I Do / Lonely People Do Foolish Things, Buena Vista 418
- 1963 – He Knows How Much We Can Bear / Sometimes I Feel Like a Motherless Child, Buena Vista 424
- 1963 – Since I Fell for You / Body and Soul, Buena Vista 429
- 1964 – Flamingo / Someones In The Kitchen With Dinah, with The Charades, Skylark 45-502
- 1964 – I Never Want to Dream Again / Baby, Don’t Look Down, Loma 2001
- 1965 – Goldfinger / Debbie and Mitch, Loma 2009
- 1966 – Please Don’t Mention Her Name / The Wamest Love, HBR 474
- 1969 – Down Home / Monday, Monday, Ode ZS7-117
- 1969 – Tonight I’ll Be Staying with You / Coal Mine, Ode ZS7-120

### Alben
- 1963 – Billy Storm, Buena Vista LP-3315